# Andrey Arshavin
Andrey Sergeyevich Arshavin - em russo, Андре́й Серге́евич Арша́вин - (Leningrado, 29 de maio de 1981) é um ex-futebolista russo que atuou como meia e atacante.
É também estilista, sendo formado em design de moda. É conhecido na Rússia por falar o que pensa. Em seu país, só concede entrevistas aos veículos de comunicação que publicam exatamente o que diz, tem um comportamento minorado na Inglaterra pois eventualmente não consegue dizer o que quer, apesar de falar bem inglês.

## Clubes

### Zenit
Atuando como meia ou atacante, chegou ao time principal do Zenit em 2000, vindo das categorias de base. Estreou em agosto daquele ano, em partida contra o time inglês do Bradford City pela extinta Copa Intertoto. Jogou em várias posições, começando como um meia pela direita, como um meia-atacante e, finalmente, foi aos poucos passando a atuar numa função muito mais ofensiva.
Aos poucos, foi tornando-se o "motor" ofensivo da equipe, chegando à terceira colocação no campeonato russo de 2001 (quando foi eleito o melhor pela imprensa no meio de campo) e vice em 2003. Em 2006, a imprensa e a União de Futebol da Rússia o elegeram o melhor do campeonato e o órgão também o nomeou como o jogador russo do ano.

#### O título da UEFA e o destaque
O título nacional finalmente veio em 2007, o primeiro nacional do clube desde o campeonato soviético de 1984 (quando ainda era Zenit Leningrado). Mas o triunfo de maior expressão ainda viria alguns meses depois. Arshavin, que havia marcado dez gols pelo e distribuído treze assistências nas 30 partidas da Premier League Russa de 2007 – fazendo com que o Zenit chegasse a marca de melhor ataque do torneio – solidificou-se como grande esperança da equipe, que havia se classificado para o "mata-mata" da UEFA Cup 2007-08.
A equipe, após um mau início na primeira fase, tornou-se a grande surpresa do torneio após eliminar os tradicionais Bayer Leverkusen, Olympique de Marseille e o grande favorito até então, o poderoso Bayern de Munique. A final seria no Reino Unido (em Manchester), contra um time britânico, o escocês Rangers, cuja torcida se fez presente em ampla maioria no City of Manchester Stadium. Novamente, o Zenit surpreendeu, e Arshavin deu o primeiro passo: embora tenha perdido grande chance de gol após passar pelo goleiro rival, minutos depois encontrou espaço na fechada defesa adversária para dar bom passe para Igor Denisov abrir o marcador. Um gol no final de Konstantin Zyryanov selaria o título, fazendo da equipe a segunda russa a vencer um troféu europeu (três temporadas antes, o CSKA Moscou sagrara-se campeão do mesmo torneio).
Começou a ser sondado entre os principais clubes europeus, principalmente após sua bela participação na Euro 2008. Não escondeu seu sonho em atuar pelo Barcelona, clube que torcera na infância, na época em que o time era comandado por Johan Cruijff. O clube catalão foi um dos dois que lhe fizeram proposta oficial no período. O outro foi a equipe inglesa do Tottenham Hotspur.

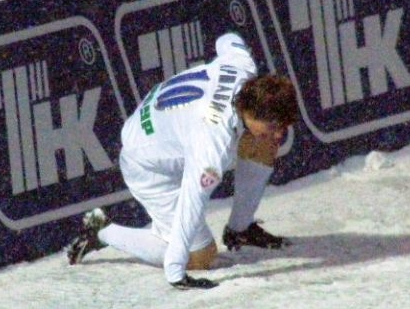
Em um de seus últimos jogos pelo Zenit, em novembro de 2008.

A comissão técnica do Zenit preferiu deixá-lo entre os reservas enquanto o atacante decidia o seu futuro. Entrou no intervalo da decisão da UEFA Super Cup, contra o Manchester United (campeão da UEFA Champions League 2007-08), que mais uma vez terminou com uma surpreendente vitória por 2-1 dos russos, no decorrer do segundo tempo. O prazo para transferências internas na Europa havia se encerrado sem que nenhum clubes cobrisse o preço desejado pelo Zenit, e Arshavin acabou não sendo vendido, mesmo com a proposta de 17 milhões de euros do Tottenham.
O segundo semestre de 2008 acabou não sendo tão bom para o Zenit: foi eliminado na primeira fase da Champions League e chegou apenas em quinto lugar na Premier League Russa, o que reforçaria os rumores da saída de Arshavin na janela de transferências de janeiro de 2009. Ainda assim, o russo conseguiu um sexto lugar entre os trinta jogadores que concorreram à Bola de Ouro da France Football, atrás do favorito Cristiano Ronaldo, de Lionel Messi e dos campeões europeus naquele ano, Fernando Torres, Iker Casillas e Xavi.

### Arsenal
Após todo um semestre de especulações sobre possíveis transferências para os grandes centros europeus, acertou sua ida para a equipe inglesa do Arsenal, em 2 de fevereiro de 2009, justamente o maior rival do Tottenham Hotspur, por apenas 1 milhão de euros a mais que os Spurs haviam oferecido: 18 milhões. Arshavin chegou aos Gunners como a contratação mais cara da história do clube, encerrando um período de dez anos no Zenit. A venda só seria oficializada no dia seguinte, graças à extensão excepcional do prazo aceita pela FA (entidade máxima do futebol na Inglaterra) devido às nevascas ocorridas no dia 2.

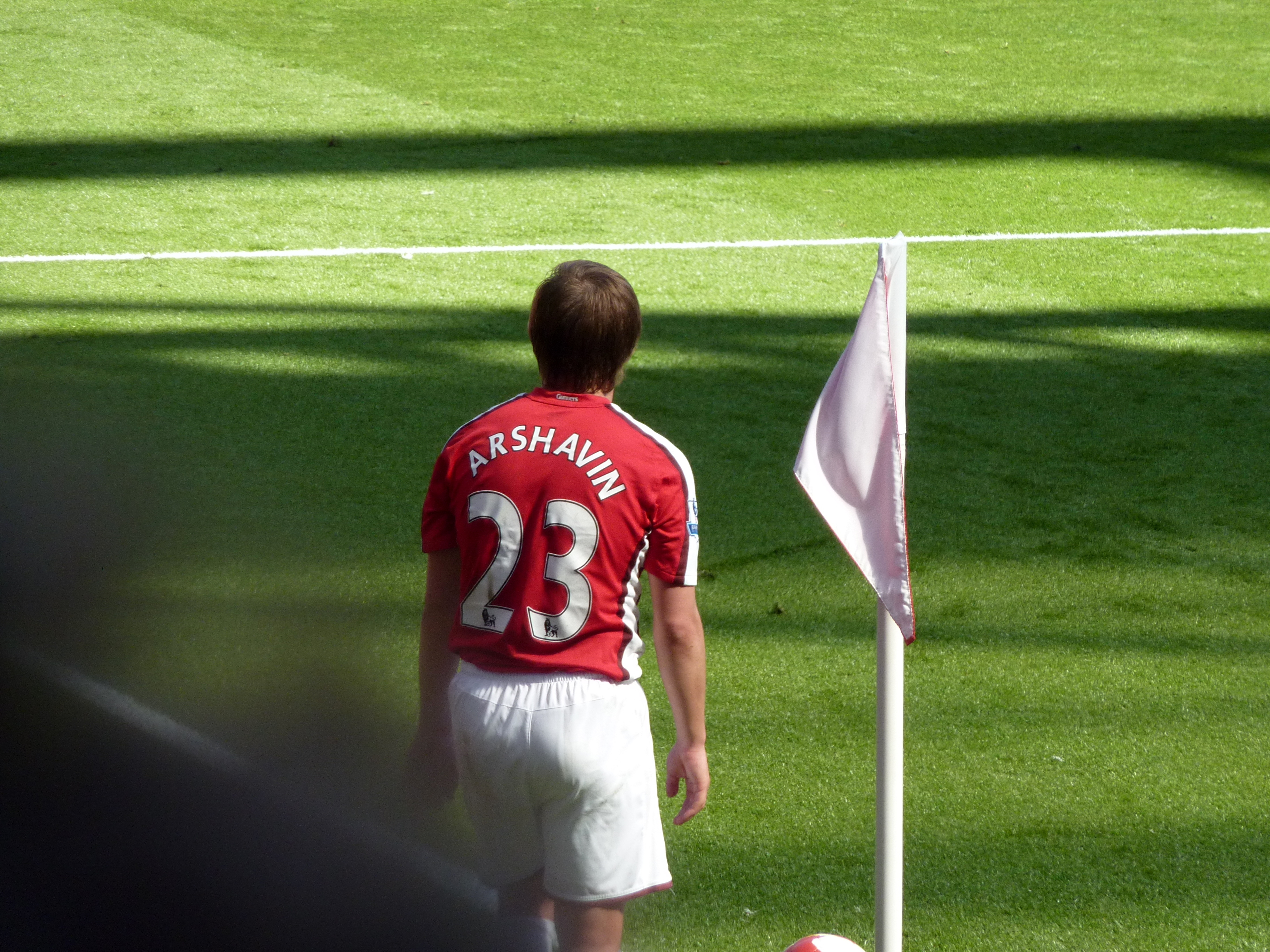
Arshavin em sua primeira temporada pelo Arsenal.

Estreou em 21 de fevereiro, no empate em 0-0 contra a equipe do Sunderland. Tornou-se assim o terceiro jogador vindo de uma ex-República Soviética (e primeiro russo) a jogar no Arsenal; seus antecessores foram o ucraniano Oleh Luzhnyi (1999-2003) e o bielorrusso Alyaksandar Hleb (2005-2008). Seus dois primeiros gols pelos Gunners foram marcados em 14 de março, na vitória por 4-0 sobre o Blackburn Rovers, embora o primeiro tenha sido considerado como gol contra do neerlandês André Ooijer, em quem o chute de Arshavin desviou. Nessa mesma partida, o russo também foi muito elogiado pelas assistências que fez. Aprimorando-se cada vez mais, teve sua primeira grande atuação na nova equipe até então em 21 de Abril de 2009, com uma atuação magistral na partida contra o Liverpool em Anfield Road: em partida terminada em 4-4 no campo adversário, Arshavin fez os quatro gols do Arsenal, todos celebrados com seu característico pedido de silêncio na comemoração.
Em entrevista no seu primeiro semestre no Arsenal, Arshavin revelou que está satisfeito nos Gunners e que poderia até encerrar sua carreira com a camisa do clube. Nas doze partidas em que o russo jogou pela equipe em sua primeira temporada da Premier League, os Gunners não perderam, com oito vitórias e quatro empates e 67% de aproveitamento; sem ele, o índice caiu para 50%.
A invencibilidade particular de Arshavin só cairia já na temporada seguinte, 2009–10, em derrota de virada por 2-1 para o Manchester United, em Old Trafford. Ainda assim, foi um dos mais ativos jogadores do Arsenal, tendo marcado o gol solitário do time e fazendo outras jogadas perigosas. Quando o clube foi goleado por 4-2 pelo Manchester City, dias depois, ele não estava em campo, lesionado após compromisso com a seleção russa contra o País de Gales, nas Eliminatórias para a Copa de 2010. A Rússia, entretanto, acabou ficando fora da Copa, perdendo na repescagem para a Eslovênia. Em 13 de dezembro de 2009, novamente contra o Liverpool, Arshavin marcou um gol, seu quinto em confrontos contra os Reds, e ajudou o Arsenal a vencer por 2-1 de virada, novamente em Anfield Road. No entanto, teve sua temporada 2009-10 interrompida após sofrer uma lesão na panturrilha contra o Barcelona, pelas quartas de final da UEFA Champions League. O Arsenal acabaria eliminado pelos espanhóis, após uma fantástica atuação de Lionel Messi no Camp Nou.
A temporada de 2010-11 mostrou-se muito difícil para Arshavin, que alternou boas e más atuações e nem de longe apresentou o futebol que o consagrou nas duas primeiras temporadas no Arsenal. Seu melhor momento nessa temporada, foi talvez a vitória frente ao Barcelona no jogo de ida das oitavas-de-final da Liga dos Campeões, realizado no Emirates Stadium. O Arsenal estava a perder por 1-0, ganhou de virada, com Arshavin a marcar o segundo, numa grande jogada colectiva.

### Retorno ao Zenit
Em má fase no futebol da Inglaterra e amargando o banco de reservas do Arsenal após uma metade de temporada decepcionante (apenas um gol em 19 jogos pela Premier League 2011-12), no dia 24 de fevereiro de 2012, Arshavin acertou seu retorno ao Zenit, inicialmente por empréstimo, até o fim da temporada.

### Zenit
Após o termino de seu contrato com o Arsenal, a equipe russa anunciou o retorno em definitivo do meia em um contrato válido por 3 temporadas.

### Seleção Russa

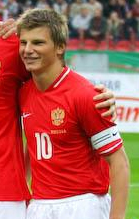
Arshavin pela seleção russa, em 2008.

Pela Seleção Russa, atua desde maio de 2002. Após ter sido preterido na Euro 2004, e na Copa do Mundo de 2002, foi mesmo sob suspensão de dois jogos oficiais pelo selecionado que a UEFA lhe aplicou devido a confusão em jogo contra Andorra, pré-convocado para a Euro 2008 por Guus Hiddink.
A pré-convovação veio horas antes de ele ajudar o Zenit a conquistar a UEFA Cup 2007-08 (atual UEFA Europa League). A confirmação de que estaria entre os 23 escolhidos para a Euro, veio duas semanas depois, no dia 27 de maio.

#### Euro 2008
Devido aos dois jogos de suspensão, só pôde estrear no torneio na terceira e última partida da primeira fase. A seleção russa vinha de uma goleada sofrida na estreia contra a Espanha (4-1) e de uma vitória modesta contra a fraca Grécia (1-0), com a equipe só podendo se classificar diante dos suecos, adversários diretos, com vitória. Com Arshavin em campo, os russos obtiveram uma convicente vitória por 2-0 e que poderia ter sido mais elástica, não fossem boas chances desperdiçadas. Marcando um gol e servindo Roman Pavlyuchenko em outro, foi eleito o melhor jogador em campo e permitiu aos russos passarem da primeira fase pela primeira vez desde a Euro 1988, quando ainda jogavam pela União Soviética (então dominada por atletas ucranianos) e foram vice-campeões.

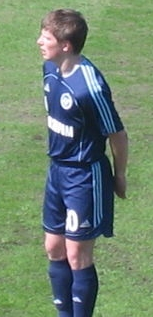
Pelo Zenit, em 2006.

O jogo seguinte, pelas quartas-de-final, seria contra os Países Baixos, justamente quem vencera o bom time soviético na final de 1988. Contra os neerlandeses, – donos da melhor campanha até então, e no chamado "grupo da morte", com vitórias sobre Itália, França e Romênia – Arshavin foi ainda mais decisivo, infernizando a defesa adversária e liderando os russos frente a uma das grandes favoritas ao título. Novamente servindo a Pavlyuchenko e, desta vez, também a  Dmitriy Torbinskiy, Arshavin definiu a vitória, já na prorrogação, ao marcar o terceiro gol da Rússia, seu segundo em sua segunda partida na Euro. Acabou novamente eleito o melhor jogador e tornou-se de vez uma das estrelas do torneio.
Nas semifinais, a Rússia teve a chance da revanche contra a Espanha, mas uma nova derrota por três gols de diferença (desta vez por 0-3) acabou com os sonhos da equipe, que teve Arshavin bem anulado pela defesa espanhola. Ficou a consolação de ter sido eliminado pela equipe que acabou sagrando-se campeã e de ter sido incluído entre os jogadores escolhidos para a seleção do torneio.

#### Pós-Euro
A boa performance na Euro, aumentou ainda mais o interesse sobre Arshavin, lhe rendendo no semestre seguinte uma transferência para um dos grandes do futebol inglês, o Arsenal. A boa fase prosseguiu com a Rússia, que disputou equilibradamente com a Alemanha a liderança de seu grupo nas Eliminatórias para a Copa do Mundo de 2010. Ao final da campanha, entretanto, a vaga direta acabou sendo perdida na penúltima rodada, com derrota em casa para os próprios alemães, que até então estavam com apenas um ponto de vantagem.
Nas repescagens, nova decepção: a Seleção Russa foi sorteada para jogar contra a Eslovênia. No jogo de ida, os russos venciam em Moscou por 2-0 até os eslovenos diminuírem a dois minutos do final, um gol que se mostraria crucial no jogo seguinte, o da volta: nela, os adversários venceram por 1-0, e conseguiram de forma surpreendente a vaga na Copa do Mundo 2010 pelo critério de desempate dos gols marcados como visitante, tirando a Rússia, favorita no confronto da Copa do Mundo, que seria a primeira de Arshavin.

## Vida pessoal
Tem dois filhos com sua parceira, Yulia. Embora não sejam legalmente casados, ele a chama de esposa, devido ao fato de estarem juntos há muitos anos. Na infância, Andrey foi campeão russo de boxe.
Na noite do dia 19 de dezembro de 2018, Arshavin foi preso em São Petersburgo após sair de um clube de strip-tease supostamente embriagado e montado em um cavalo no qual o aluguel não foi pago pelo ex-futebolista. Após pagar fiança, ele foi liberado.

## Estatísticas
Até 21 de novembro de 2012.

### Clubes
| Clube             | Temporada         | Liga  | Liga | Liga    | Copa  | Copa | Copa    | Competições europeias¹ | Competições europeias¹ | Competições europeias¹ | Total | Total | Total   |
| Clube             | Temporada         | Jogos | Gols | Assist. | Jogos | Gols | Assist. | Jogos                  | Gols                   | Assist.                | Jogos | Gols  | Assist. |
| ----------------- | ----------------- | ----- | ---- | ------- | ----- | ---- | ------- | ---------------------- | ---------------------- | ---------------------- | ----- | ----- | ------- |
| Zenit             | 2000              | 10    | 2    | 1       | 1     | 0    | 0       | 3                      | 0                      | 0                      | 14    | 2     | 1       |
| Zenit             | 2001              | 29    | 4    | 8       | 5     | 1    | 2       | 0                      | 0                      | 0                      | 34    | 5     | 10      |
| Zenit             | 2002              | 30    | 4    | 7       | 3     | 0    | 2       | 4                      | 2                      | 5                      | 37    | 6     | 14      |
| Zenit             | 2003              | 27    | 5    | 10      | 3     | 0    | 2       | 0                      | 0                      | 0                      | 30    | 5     | 12      |
| Zenit             | 2004              | 26    | 5    | 8       | 4     | 2    | 1       | 8                      | 4                      | 1                      | 38    | 11    | 10      |
| Zenit             | 2005              | 29    | 9    | 8       | 4     | 2    | 1       | 8                      | 4                      | 1                      | 41    | 15    | 10      |
| Zenit             | 2006              | 28    | 7    | 13      | 4     | 0    | 1       | 0                      | 0                      | 0                      | 32    | 7     | 14      |
| Zenit             | 2007              | 30    | 10   | 13      | 2     | 1    | 4       | 14                     | 4                      | 10                     | 46    | 15    | 27      |
| Zenit             | 2008              | 27    | 6    | 8       | 2     | 2    | 1       | 7                      | 1                      | 1                      | 35    | 8     | 9       |
| Zenit             | Total             | 236   | 52   | 76      | 28    | 8    | 14      | 44                     | 15                     | 18                     | 308   | 75    | 108     |
| Arsenal           | 2008–09           | 12    | 6    | 7       | 3     | 0    | 2       | 0                      | 0                      | 0                      | 15    | 6     | 9       |
| Arsenal           | 2009–10           | 30    | 10   | 2       | 1     | 0    | 0       | 8                      | 2                      | 5                      | 39    | 12    | 7       |
| Arsenal           | 2010–11           | 37    | 6    | 11      | 9     | 1    | 4       | 6                      | 3                      | 2                      | 52    | 10    | 17      |
| Arsenal           | 2011–12           | 19    | 1    | 3       | 3     | 1    | 1       | 4                      | 0                      | 0                      | 26    | 2     | 4       |
| Arsenal           | 2012–13           | 5     | 0    | 1       | 2     | 1    | 5       | 1                      | 0                      | 0                      | 8     | 1     | 6       |
| Arsenal           | Total             | 103   | 23   | 24      | 18    | 3    | 12      | 19                     | 5                      | 7                      | 140   | 31    | 43      |
| Zenit             | 2012              | 10    | 3    | 4       | 1     | 0    | 0       | 0                      | 0                      | 0                      | 11    | 3     | 4       |
| Zenit             | Total             | 10    | 3    | 4       | 1     | 0    | 0       | 0                      | 0                      | 0                      | 11    | 3     | 4       |
| Total na carreira | Total na carreira | 349   | 78   | 104     | 47    | 11   | 26      | 63                     | 20                     | 25                     | 459   | 109   | 155     |

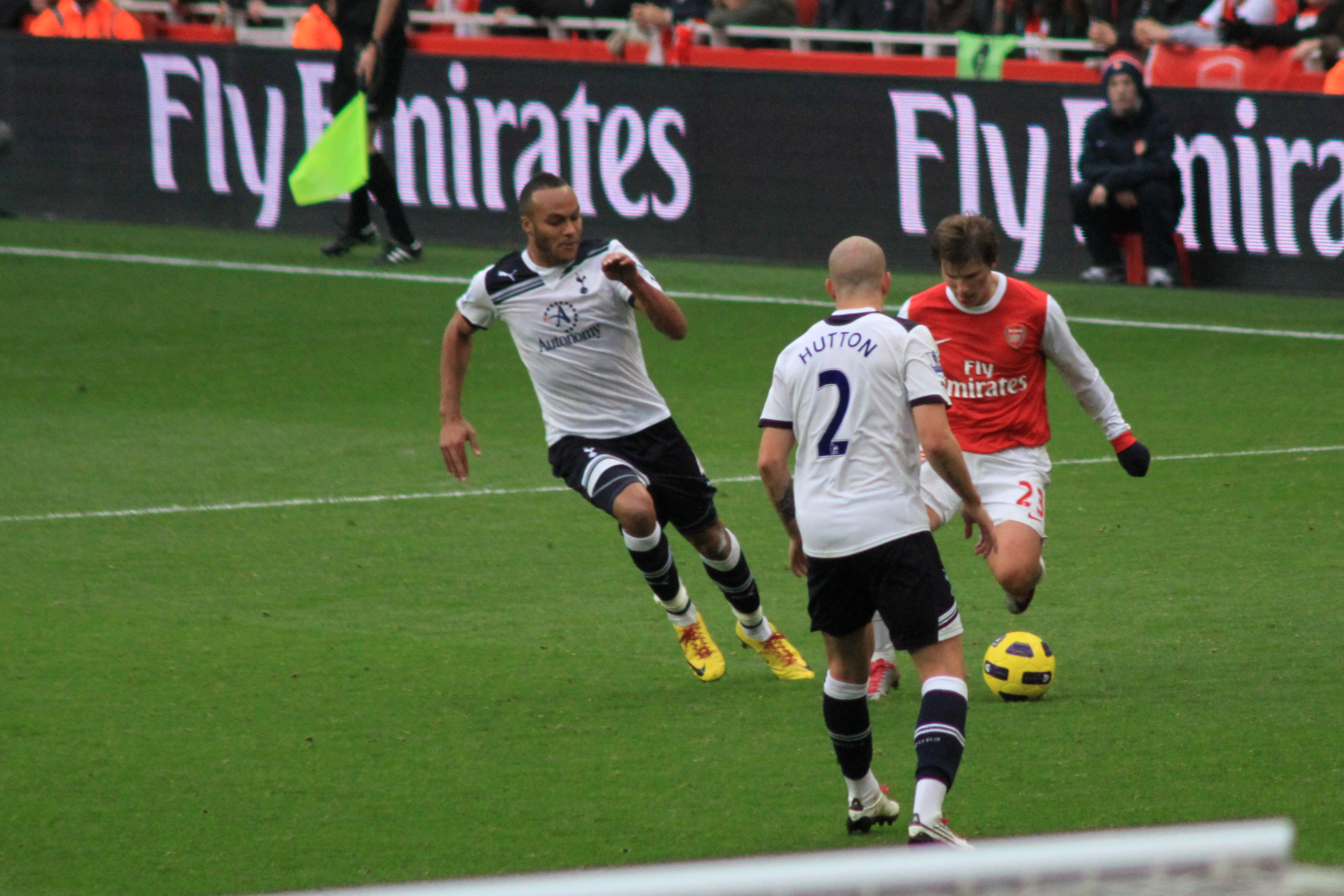
Arshavin atuando num North London Derby, clássico contra o arquirrival Tottenham Hotspur, em 2010.

¹Incluindo a UEFA Champions League e a UEFA Super Cup.

### Seleção russa
| Ano   |       |      |
| Ano   | Jogos | Gols |
| ----- | ----- | ---- |
| 2002  | 2     | 0    |
| 2003  | 1     | 1    |
| 2004  | 4     | 2    |
| 2005  | 9     | 4    |
| 2006  | 7     | 2    |
| 2007  | 10    | 1    |
| 2008  | 8     | 5    |
| 2009  | 9     | 1    |
| 2010  | 7     | 0    |
| 2011  | 10    | 0    |
| 2012  | 8     | 1    |
| Total | 75    | 17   |

Gols marcados
| #   | Data                    | Local                     | Adversário         | Placar | Resultado | Competição      |
| --- | ----------------------- | ------------------------- | ------------------ | ------ | --------- | --------------- |
| 1.  | 13 de fevereiro de 2003 | Limassol, Chipre          | Romênia            | 3–1    | 4–2       | Amistoso        |
| 2.  | 9 de outubro de 2004    | Luxemburgo, Luxemburgo    | Luxemburgo         | 0–2    | 0–4       | Elim. Copa 2006 |
| 3.  | 13 de outubro de 2004   | Lisboa, Portugal          | Portugal           | 4–1    | 7–1       | Elim. Copa 2006 |
| 4.  | 30 de março de 2005     | Tallinn, Estônia          | Estónia            | 0–1    | 1–1       | Elim. Copa 2006 |
| 5.  | 4 de junho de 2005      | São Petersburgo, Rússia   | Letónia            | 1–0    | 2–0       | Elim. Copa 2006 |
| 6.  | 8 de junho de 2005      | Mönchengladbach, Alemanha | Alemanha           | 2–2    | 2–2       | Amistoso        |
| 7.  | 17 de agosto de 2005    | Riga, Letônia             | Letónia            | 0–1    | 1–1       | Elim. Copa 2006 |
| 8.  | 7 de outubro de 2006    | Moscou, Rússia            | Israel             | 1–0    | 1–1       | Elim. Euro 2008 |
| 9.  | 15 de novembro de 2006  | Escópia, Macedônia        | Macedônia do Norte | 0–2    | 0–2       | Elim. Euro 2008 |
| 10. | 9 de agosto de 2007     | Moscou, Rússia            | Macedônia do Norte | 2–0    | 3–0       | Elim. Euro 2008 |
| 11. | 4 de junho de 2008      | Burghausen, Alemanha      | Lituânia           | 2–1    | 4–1       | Amistoso        |
| 12. | 18 de junho de 2008     | Insbruque, Áustria        | Suécia             | 2–0    | 2–0       | UEFA Euro 2008  |
| 13. | 21 de junho de 2008     | Basileia, Suíça           | Países Baixos      | 3–1    | 3–1       | UEFA Euro 2008  |
| 14. | 11 de outubro de 2008   | Dortmund, Alemanha        | Alemanha           | 2–1    | 2–1       | Elim. Copa 2010 |
| 15. | 15 de outubro de 2008   | Moscou, Rússia            | Finlândia          | 3–0    | 3–0       | Elim. Copa 2010 |
| 16. | 14 de outubro de 2009   | Baku, Azerbaijão          | Azerbaijão         | 0–1    | 1–1       | Elim. Copa 2010 |
| 17. | 29 de fevereiro de 2012 | Copenhague, Dinamarca     | Dinamarca          | 0–2    | 0–2       | Amistoso        |

## Títulos
Zenit
- Liga Europa da UEFA: 2007-08
- Supercopa da UEFA: 2008
- Campeonato Russo: 2007, 2011-12, 2014-15
- Copa da Rússia: 2015-16
- Copa da Liga Russa: 2003
- Supercopa da Rússia: 2008, 2015, 2016

Arsenal
- Emirates Cup: 2009, 2010

Kairat
- Copa do Cazaquistão: 2017, 2018
- Supercopa do Cazaquistão: 2016, 2017

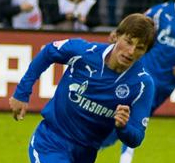
Pelo Zenit no primeiro semestre de 2008, quando conquistou a UEFA Cup.

### Prêmios individuais
- Jogador do ano na Rússia: 2006
- Jogador do ano na Premier League Russa: 2006
- Jogador mais eficaz da Premier League: 2009[18]
- Equipe da Euro: 2008
- Jogador do mês na Premier League: abril de 2009